# Supercupa României la rugby
Supercupa României este o competiție de cupă de rugby pentru echipele României, care se desfășoară anual între campioana țării și câștigătoarea cupei României.

## Istoric
SCM Timișoara, campioana en-titre, și Dinamo București, deținătoarea Cupei României, și-au disputat prima ediție a Supercupei României, partidă programată, sâmbătă, 29 martie 2025, de la ora 12:00, pe stadionul Arcul de Triumf din Capitală. Învingătoare a ieșit SCM Timișoara.

## Câștigători
| An   | Campioana României | Câștigătoarea Cupei | Rezultat          |
| ---- | ------------------ | ------------------- | ----------------- |
| 2025 | SCM Timișoara      | Dinamo București    | 29 - 28 (19 - 20) |

## Clasamentul câștigătorilor
| Poz. | Cluburi          | Titluri | Finaliști | Sezoanele câștigătoare |
| ---- | ---------------- | ------- | --------- | ---------------------- |
| 1    | SCM Timișoara    | 1       |           | 2025                   |
| 2    | Dinamo București |         | 1         |                        |